# Tight-Binding-Methode

Veranschaulichung der Tight-Binding-Methode.

Die Tight-Binding-Methode (engl. enge Bindung; abgekürzt TB oder TBM) ist ein Verfahren aus der Festkörperphysik zur Berechnung der elektronischen Bandstruktur von Festkörpern oder Molekülen. 
Dabei wird die Wellenfunktion der Elektronen gemäß dem Hartree-Fock-Ansatzes als Linearkombination von Einteilchenwellenfunktionen angenommen, wobei eine Basis zu Grunde gelegt wird, deren Wellenfunktionen eng an die Plätze der Atomkerne gebunden sind und jeweils die Symmetrieeigenschaften der jeweiligen Atomorbitale aufweisen. Die Bandstruktur ergibt sich dann aus der Gesamtheit parametrisierten Wechselwirkungen zwischen diesen Basiszuständen.
Die Tight-Binding-Methode ist deutlich weniger rechenintensiv als die Dichtefunktionaltheorie (DFT), da sie lediglich die Existenz einer Basis und hinreichend genaue Wechselwirkungsparameter benötigt; eine Berechnung der Wellenfunktionen oder Elektronendichte als Funktion des Orts ist nicht erforderlich. Außerdem liefert sie hinreichend genaue Ergebnisse, wenn lediglich die Zustände der Valenzelektronen unter Berücksichtigung der paarweisen Wechselwirkungen der ersten {\displaystyle N} Nachbaratome berechnet werden.
Im Gegensatz zur k·p-Methode ist Tight-Binding eine atomistische Methode, wodurch Grenzflächeneffekte (z. B. in Oberflächenchemie und Oberflächenphysik) berücksichtigt werden können.
Die Wechselwirkungsparameter werden typischerweise durch Anpassung an bekannte gemessene oder berechnete Bandstrukturen ermittelt und anschließend für weitere Berechnungen übernommen. Durch den vergleichsweise geringen numerischen Aufwand lassen sich damit dann komplexere Berechnungen durchführen, wie z. B. Berechnung der Gitterschwingungen (Phononen) oder Rechnungen mit nicht elementaren Kristallzellen, wie an dünnen Schichten oder Oberflächen.